# Tourrettia lappacea
Tourrettia lappacea là một loài thực vật có hoa trong họ Chùm ớt. Loài này được (L'Hér.) Willd. miêu tả khoa học đầu tiên năm 1800.